# Nathaniel Head

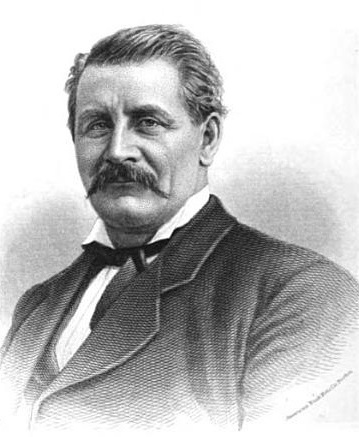
Nathaniel Head

Nathaniel Head (* 20. Mai 1828 in Hooksett, Merrimack County, New Hampshire; † 12. November 1883 ebenda) war ein US-amerikanischer Politiker und von 1879 bis 1881 Gouverneur des Bundesstaates New Hampshire.

## Frühe Jahre und politischer Aufstieg
Nathaniel Head besuchte die Pembroke Academy. Danach arbeitete er zusammen mit seiner Familie im Holzgeschäft und in der Landwirtschaft. Gleichzeitig war er auch Mitglied in der Miliz seines Staates. Schon bald baute er sich eine eigene Existenz auf. Er gründete eine Baufirma, die vor allem für die Eisenbahn arbeitete, aber auch öffentliche Gebäude errichtete. Dabei stieg er schnell wirtschaftlich und gesellschaftlich auf. Er wurde Direktor der Suncook-Valley-Eisenbahngesellschaft. Gleichzeitig leitete er die First National Bank in Manchester und die Feuerversicherungsgesellschaft von New Hampshire. Head war außerdem Präsident der China Savings Bank in Suncook und der landwirtschaftlichen Vereinigung seines Staates sowie Vizepräsident der historischen Gesellschaft von New Hampshire.
Nathaniel Head wurde Mitglied der Republikanischen Partei. In den Jahren 1861 und 1862 war er Abgeordneter im Repräsentantenhaus von New Hampshire. Zwischen 1864 und 1870 war er als Adjutant General mitverantwortlich für die Führung der Miliz. Im Jahr 1874 scheiterte eine Kandidatur zum Senat von New Hampshire an einem Formfehler. Aber in den Jahren 1876 und 1877 wurde er in dieses Gremium gewählt und diente dort sogar als Präsident des Hauses. Im Jahr 1879 wurde Nathaniel Head zum Gouverneur von New Hampshire gewählt.

## Gouverneur von New Hampshire
Head trat sein neues Amt am 5. Juni 1879 an. Er war der erste Gouverneur, der entsprechend der geänderten Staatsverfassung eine zweijährige Amtsperiode absolvieren konnte. Bis dahin wurden die Gouverneure von New Hampshire jährlich gewählt. In seiner Amtszeit wurde ein Gesetz zur Regelung der Kinderarbeit erlassen. Demnach durften Kinder unter zehn Jahre nicht mehr zur Arbeit verpflichtet werden. Ein bereits früher begonnenes Staatsgefängnis wurde fertiggestellt und eröffnet. In jedem Bahnhof des Staates musste ein Telegrafenamt eingerichtet werden.

## Weiterer Lebenslauf
Nach dem Ende seiner Gouverneurszeit zog sich Head aus der Politik zurück. Er widmete sich weiterhin seinen zahlreichen geschäftlichen Interessen, konnte sich seines politischen Ruhestandes aber nicht mehr lange erfreuen, denn er starb bereits im November 1883. Nathaniel Head war mit Abbie M. Sanford verheiratet, mit der er drei Kinder hatte.